# Wilfried Senoner

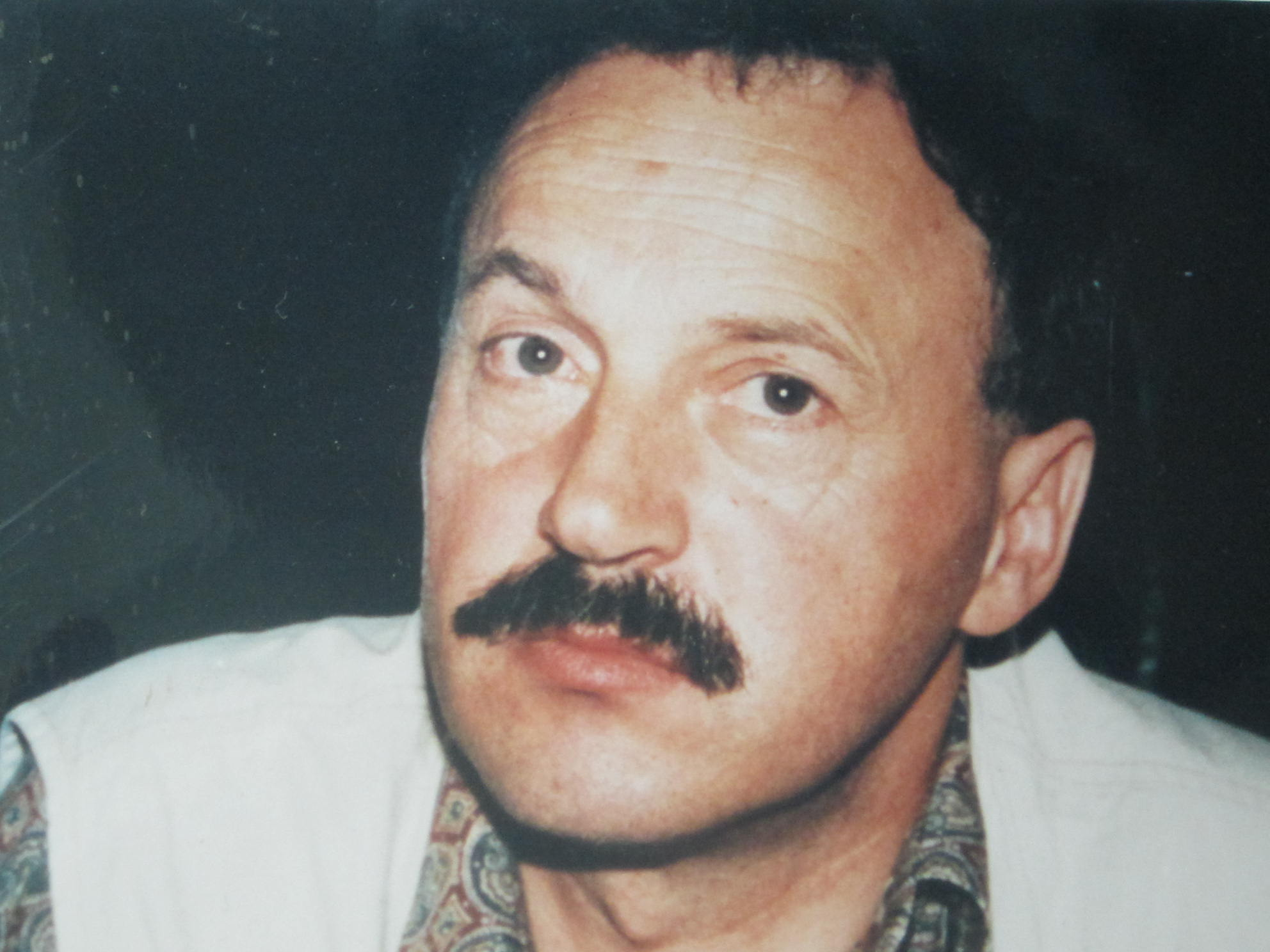
Wilfried Senoner

Wilfried Senoner (* 20. Januar 1945 in St. Ulrich in Gröden; † 26. März 1999) war ein Südtiroler Künstler und Bildhauer.

## Leben
Nach Abschluss der Kunstschule in St. Ulrich und der Lehrzeit in der väterlichen Werkstatt ging er 1964 nach Mailand, wo er an der Accademia di Belle Arti di Brera, unter der Leitung der  Bildhauer Marino Marini, Francesco Messina und Alik Cavaliere studierte. Nach vierjähriger Studienzeit wurde ihm dort das Meisterdiplom für Bildhauerei und Kunstgeschichte überreicht. Während seiner Studienzeit hat er außerdem mehrere Kunstmaler und Ateliers besucht, um sich auch in der Malerei zu perfektionieren. In den Jahren 1972–1974 arbeitete er bei einem Architekten in Augsburg. Nach Gröden zurückgekehrt, unterrichtete er in der Kunstschule von St. Ulrich. Nach zehnjähriger Lehrtätigkeit machte er sich als freischaffender Künstler selbständig.
Er entwarf vorwiegend Altäre, Sakrale Kunst, die er selbst in Holz, Bronze oder Stein ausführt. Arbeiten von Senoner sind in  Kirchen Europas zu sehen.

## Schaffen
Zu seinen größten Altären in Deutschland zählen
- 1984 Kirchengestaltung in Schönbrunn(Dachau)
- 1985/7 Hauptaltar und Volksaltar in Bogen (Höhe 8 m)
- 1986/7 Hauptaltar und Volksaltar St. Laurentius (Eschenbach in der Oberpfalz) (Höhe 14 m)
- 1988 2 Seitenaltäre in Pollenfeld (Höhe 7 m)
- 1985/90 Raumgestaltung in Rothenkirchen (15 m × 9 m)

### Ausstellungen
- 1967 Kreis für Kunst und Kultur, St. Ulrich – Skulptur und Malerei
- 1972 Piccola Galleria, Brescia – Malerei und Skulptur
- 1972 Galerie Willy, Vilpian – Skulptur
- 1972 Kreis für Kunst und Kultur, St. Ulrich – Skulptur im Freien
- 1980 Galleria Piccinini, cortina d’Ampezzo – dreidimensionale Bilder
- 1984 Galleria Mazzini 3, Montecchio di Pesaro – Skulptur
- 1985 Kreis für Kunst und Kultur, St. Ulrich (mit Heini Unterhofer) – Farbe und Klang
- 1987 Atelier Rudi Oberrauch, Bozen – Skulptur
- 1987 Galerie Pobitzer, Meran – Skulptur und Grafik
- 1989 Galleria Michelangelo, Florenz – Malerei
- 1989 Galleria S. Francesco, Assisi – Krippe
- 1990 Grundschule, St. Magdalena/Villnöss – Malerei
- 2001 Gedächtnisausstellung, Schloss Katzenzungen, Prissian – Malerei und Skulptur

### Kollektiv Ausstellungen
- 1966 Palazzo Comunale, Abbiategrasso – Graphik
- 1967 Galleria Permanente, Mailand – Skulptur
- 1967 Galleria delle Ore, Mailand – Graphik und Skulptur
- 1968 Galleria delle Ore, Mailand – Graphik und Skulptur
- 1970 Erste Kunstgalerie, Gersthofen/Augsburg – Skulptur
- 1972 Stadtturmgalerie, Innsbruck – Graphik
- 1973 „Die große Schwäbische“, Augsburg – dreidimensionale Bilder
- 1975 Piccola Galleria, Brescia – Skulptur
- 1977 Ruhrland Museum, Essen – Skulptur
- 1978 Kreis für Kunst und Kultur, St. Ulrich – Skulptur im Freien
- 1979 Kreis für Kunst und Kultur, St. Ulrich – Graphik und Skulptur
- 1981 Palais Palffy, Wien – dreidimensionale Malerei
- 1981 Galleria Bevilacqua la Masa, Palazzo Correr, Venedig
- 1981 Galleria Aleph, Mailand – dreidimensionale Malerei
- 1982 Centre International d’Art contemporain, Paris
- 1983 Schloss Prösels, Völs – dreidimensionale Malerei und Skulptur
- 1983 Expo Arte, Bari – Skulptur und Malerei
- 1984 Kreis für Kunst und Kultur, St. Ulrich – Skulptur
- 1984 Galleria Mazzini 3, Montecchio di Pesaro – Skulptur
- 1986 Galerie Museum, Bozen – Skulpturwettbewerb
- 1987 Kunstgalerie, Bozen – Skulptur und Malerei
- 1989 Galerie Prisma, Bozen – Skulpturwettbewerb
- 1989 Palazzo Comunale, Assisi – Skulptur
- 1990 Kulturzentrum, Weißenstein – Skulptur
- 1990 Kulturzentrum, Steinmannwald – Skulptur
- 1990 Palazzo Gementi, Bardolino – Skulptur
- 1994 Arena, Verona – Skulptur
- 1995 Collegio Cairoli, Pavia – Skulptur
- 1996 Trostburg, Waidbruck – Skulptur